# Palma (Comarca)
Palma ist eine Landschaftszone (katalanisch: Comarca) auf der spanischen Baleareninsel Mallorca. Sie besteht nur aus der Gemeinde Palma mit der dazugehörigen Insel Cabrera.
Angrenzende Inselregionen sind im Norden Raiguer, im Osten Pla de Mallorca, im Südosten Migjorn und im Nordwesten Serra de Tramuntana.

## Gemeinden
| Gemeinde      | Einwohner (2024) | Fläche km² | Dichte Einw./km² | Cod INE | Postleitzahl |
| ------------- | ---------------- | ---------- | ---------------- | ------- | ------------ |
| Palma         | 431.521          | 208,63     | 2.068            | 07040   | 07000–07620  |
| Comarca Palma | 431.521          | 208,63     | 2.068            | –       | –            |